# Delskären
Delskären (Stora och Lilla Delskäret) med Gjutörarna, Killingholm, Oggholm och Gäddören är öar i Åland (Finland). De ligger i Skärgårdshavet och i kommunen Brändö i landskapet Åland, i den sydvästra delen av landet. Öarna ligger omkring 67 kilometer nordöst om Mariehamn och omkring 220 kilometer väster om Helsingfors.
Den sammanlagds arean för öarna är 63 hektar och dess största längd är 1,5 kilometer i nord-sydlig riktning. Vägen mellan Baggholma och Torsholma går över ön, och binder Killinghom till resten av ön genom en flera hundra meter lång vägbank.

## Delöar och uddar
- Gjutörarna 60°22′11″N 21°01′56″Ö / 60.36975°N 21.03214°Ö (udde)
- Killingholm 60°22′11″N 21°02′59″Ö / 60.36968°N 21.04965°Ö
- Oggholm 60°21′59″N 21°02′16″Ö / 60.36646°N 21.0378°Ö
- Skinnarskärs örarna 60°22′34″N 21°02′40″Ö / 60.37602°N 21.04449°Ö (udde)
- Gäddören 60°22′25″N 21°02′49″Ö / 60.37354°N 21.04694°Ö